# Video Pinball
La Video Pinball est une console de jeux vidéo dédiée, sortie en 1978. Conçue par Atari Inc. en tant que borne d'arcade puis comme console de salon.
La console permet de jouer à 7 jeux (4 versions de flippers, 1 jeu de basketball, 2 versions du titre Breakout), elle utilise un micro-contrôleur et dispose d'une petite quantité de RAM.
Il y a eu trois différentes versions de la Video Pinball durant sa commercialisation. Une version FEO a également été produite pour et par Sears, et dont le nom a été changé en Pinball Breakaway avec le label Tele-Games de Sears.
La console est produite à partir d'une seule puce C011500-11/C011512-05 de chez Atari, dite « Pong on a chip » soit « Pong sur une puce ».
|  |  |